# SH2-1
Sh 2-1, auch bekannt als Sharpless 1, ist ein Reflexionsnebel im Sternbild Skorpion mit π Scorpii in seinem Zentrum. Er erscheint mit mäßiger Helligkeit und ist damit eines der leichter zu beobachtenden Objekte im Sharpless-Katalog. Er weist einen scheinbaren Zentralstern im Inneren des Nebels auf, der jedoch weder zu seinem System gehört noch ein Überbleibsel ist.
Das Nebelgebiet ist ziemlich groß und hat eine unregelmäßige Form, die wie ein 180°-Bogen um den Zentralstern aussieht. Der Überrest hat einen scheinbaren Durchmesser von etwa 150' und eine geschätzte Entfernung von etwa 600 Lichtjahren. 